# Мата Милошевић
Мата Милошевић (Београд, 25. децембар 1901 — Београд, 18. октобар 1997) био је југословенски и српски позоришни и филмски редитељ, глумац, писац и педагог.

## Биографија
Он је у књигу рођених уписан као Матија Милер, од мајке Марије Сехас, која је била Мађарица, и оца Фламанца, грофа Ван дер Сена, који је био посланик белгијског посланства у Београду. Пошто је изгубила посао, његова мајка је била принуђена да дете да на усвајање брачном пару без деце, Станку и Катици Милошевић.
Године 1923. завршио је глумачку школу при Народном позоришту у Београду. Био је глумац и редитељ Народног позоришта и Југословенског драмског позоришта у Београду. Педагошким радом на Академији бавио се од 1948. као наставник глуме. Позоришна сцена на Академији носи његово име.
Сахрањен је у Алеји заслужних грађана на Новом гробљу у Београду.
Од 20. фебруара 2000. године, Факултет драмских уметности у Београду добио је сцену која носи име „Мате Милошевића“, овог великана српске глуме и режије. Иницијатор отварања ове сцене је био редитељ и професор на ФДУ Љубомир Муци Драшкић.

## Позоришне представе
Поред већег броја рецитала и радио-драма, режирао је представе које се и данас памте:
- „Ожалошћена породица“, Бранислава Нушића,
- „Не рубу памети“, Мирослава Крлеже,
- „Откриће Ћосића“, (са Предрагом Бајчетићем),
- „Учене жене“, Молијера,
- „Јегор Буличов“, Максима Горког,
- „Ромео и Ђулијета“, Вилијама Шекспира,
- „Краљ Лир“, Вилијама Шекспира.

## Филмографија
| Глумац | ▲ |
| ------ | - |

Дугометражни филм  |  ТВ филм
|                   | 1920 | 1930 | 1940 | 1950 | 1960 | Укупно |
| ----------------- | ---- | ---- | ---- | ---- | ---- | ------ |
| Дугометражни филм | 1    | 0    | 1    | 3    | 3    | 8      |
| ТВ филм           | 0    | 0    | 0    | 3    | 2    | 5      |
| Укупно            | 1    | 0    | 1    | 6    | 5    | 13     |
|           | Назив              | Улога                      |
| --------- | ------------------ | -------------------------- |
| 1923      | Качаци у Топчидеру | /                          |
| 1940-te ▲ |                    |                            |
| 1949      | Прича о фабрици    | Судија                     |
| 1950-te ▲ |                    |                            |
| 1954      | Аникина времена    | Кајмакам                   |
| 1955      | Лажни цар          | /                          |
| 1957      | Зеница             | Чика Пјер                  |
| 1960-te ▲ |                    |                            |
| 1960      | X-25 јавља         | Зоран (као Мате Милошевић) |
| 1963      | Десант на Дрвар    | Пуковник Фарнбилер         |
| 1964      | Право стање ствари | Психолог                   |
|           | Назив             |
| --------- | ----------------- |
| 1959      | Песник и голубица |
| 1959      | Мистериозни Kамић |
| 1959      | Дневник Ане Франк |
| 1960-te ▲ |                   |
| 1960      | Писаћа машина     |
| 1967      | Коктел            |

## Награде
- Добитник награде Владе ФНРЈ,
- 1960, 1962. и 1964. добитник Стеријине награде за режију на Стеријином позорју,
- Добитник награде „Бранко Гавела“,
- Добитник „Седмојулске награде“ за животно дело,
- Добитник „Добричиног прстена“, 1994.

## Галерија
- Марија Црнобори и Мата Милошевић у комаду У агонији, 1959. године